# Волохница
Волохни́ца — деревня в Приморском районе Архангельской области. Входит в состав Лисестровского сельского поселения (муниципальное образование «Лисестровское»).

## Географическое положение
Деревня примыкает на северо-востоке к границе городского округа «Город Архангельск» и располагается между федеральной автомобильной дорогой М8 «Холмогоры» на юго-западе и путями Северной железной дороги — на северо-востоке. Другой ближайший населённый пункт Лисестровского сельского поселения, деревня Бутырки, расположен в полукилометре к северо-западу.

## Население
Численность населения деревни, по данным Всероссийской переписи населения 2010 года, составляла 50 человек. 
| Население                            | на 1 января 2010 года |
| ------------------------------------ | --------------------- |
| В возрасте до 16 лет                 | 14                    |
| Трудовые ресурсы (из них работающих) | 74 (74)               |
| Пенсионеры                           | 32                    |
| Всего                                | 120                   |
| Прибыло / выбыло (за год)            | 1 / 3                 |
| Родилось / умерло (за год)           | 1 / 1                 |

## Инфраструктура
Жилищный фонд деревни составляет 4 тыс. м². На территории населённого пункта расположено предприятие стационарного торгового обслуживания населения ПО «Северный торговый центр», Волохновская библиотека и фельдшерско-акушерский пункт.